# 持送りアーチ
|                          |                                            |
| 持送りアーチ設計の基本形 | 持送りアーチ（右）と真のアーチ（左）の比較 |

持送りアーチ（もちおくりアーチ、corbel arch:コーベルアーチ）は、持ち送りという建築技法を使ったアーチ状の構造。壁に入り口などの開口部を作って上部をまたぐ構造を作ったり、橋を渡す構造を作るのに使う。持送りヴォールト（corbel vault）は、この技法を使って屋根などの建物の上部構造を支持することをいう。

## 概要
持送りアーチは、両側の壁の先端から石を徐々に張り出すように積んでいき、アーチの頂点でそれが繋がるようにしたものである（頂点部には平らな石を両方を繋ぐように積む）。持送りヴォールトは、この技法を相対する2つの壁の方向に3次元的に拡張したものである。
支柱とまぐさ石を使った設計よりも荷重支持効率は改良されているが、持送りアーチは完全な自立支持構造ではなく、そのため擬似アーチ（ぎじアーチ、false arch）とも呼ばれる。「真」のアーチとは異なり、上部構造の重量に起因する引張応力が全て圧縮応力に変換されるわけではない。持送りアーチやヴォールトは、重力の影響を相殺するためにかなり分厚い壁と迫台を必要とする。さもなくば、アーチの両側が内側に崩れやすくなる。

## 過去の例

### マヤ文明
持送りアーチは、コロンブス以前のメソアメリカ建築の際立った特徴であり、特にマヤ文明でよく見られる。マヤ建築で持送りアーチの入り口やヴォールトは多数のマヤの遺跡にあり、古いものでは形成期または先古典期まで遡る。古典期の始まったころ（紀元250年ごろ）には、持送りヴォールトがマヤの中心地であるペテン低地でほぼ普遍的に見られる構造になっていた。

### 古代ギリシア
古代ミケーネの遺跡には、持送りアーチやヴォールトが多用されている。例えばアトレウスの宝庫がある。アルカディコ橋は持送りアーチを用いた、現在も使用されている最古の石橋の一つである。

### アイルランド
ニューグレンジの羨道墳は墓室の屋根を持送りアーチで支持する構造であり、紀元前3000年ごろに遡る。

### インド
ムガル帝国以前のアーチはまぐさ石方式か持送りアーチが主流であった。ニューデリーにある Sultan Ghari は紀元1231年の持送りアーチを使った墓である。

### カンボジア
9世紀から12世紀に建造されたアンコール遺跡の寺院は全て持送りアーチを使っている。

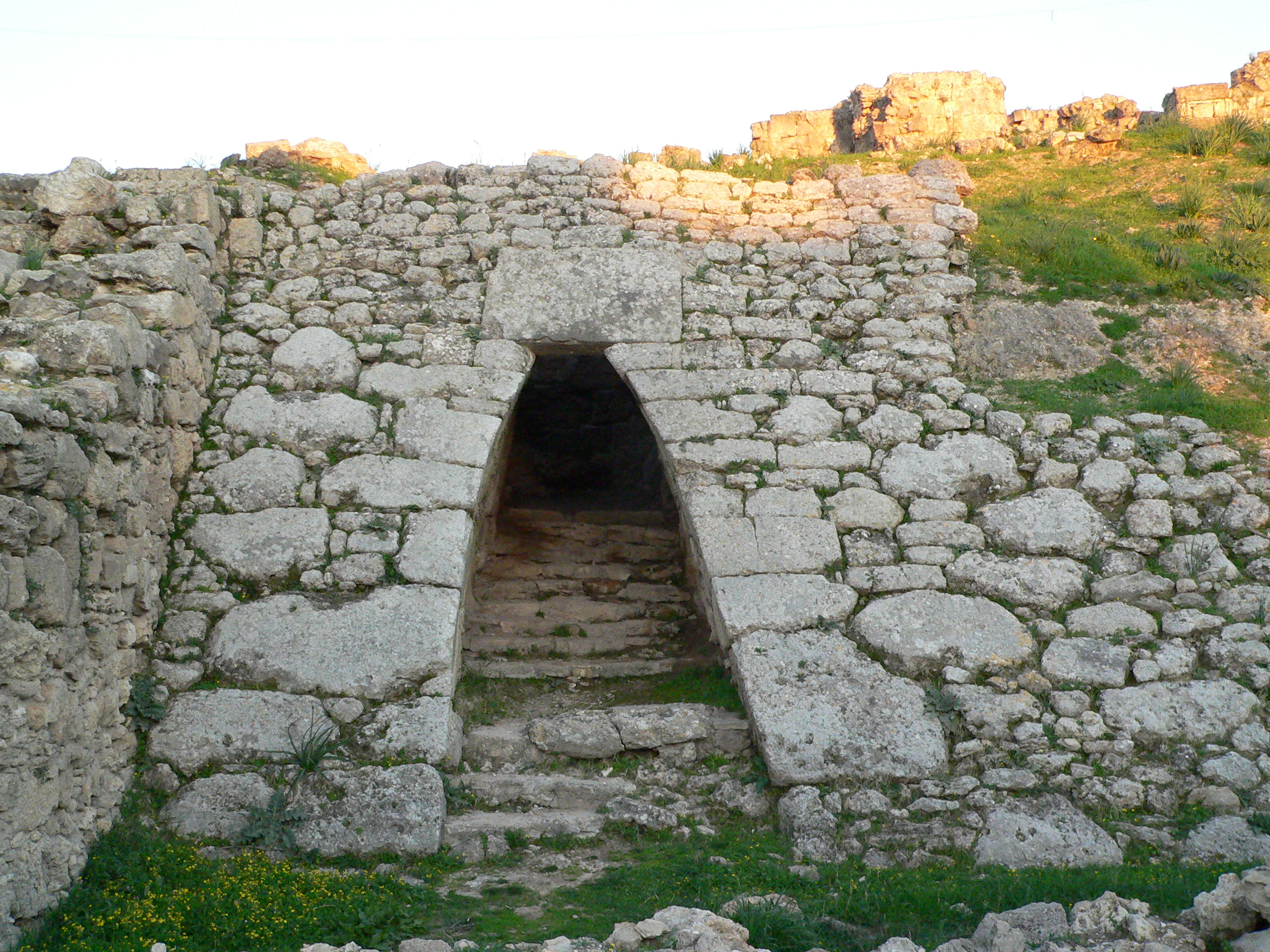
ウガリットの宮殿入り口
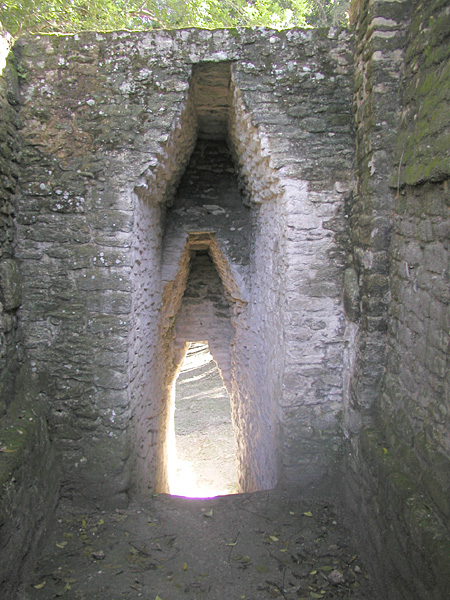
カル・ペチのマヤ式持送りアーチ
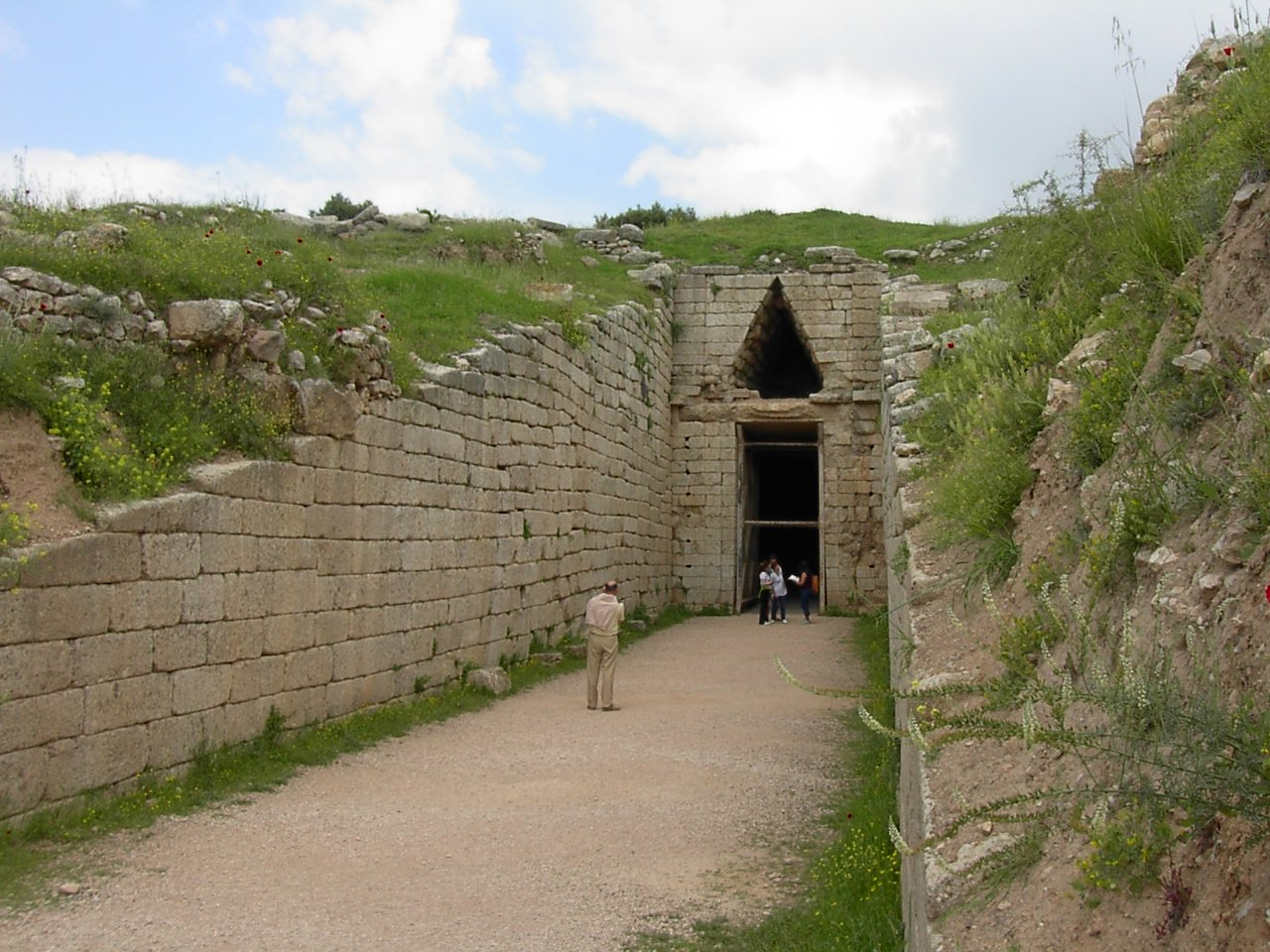
アトレウスの宝庫
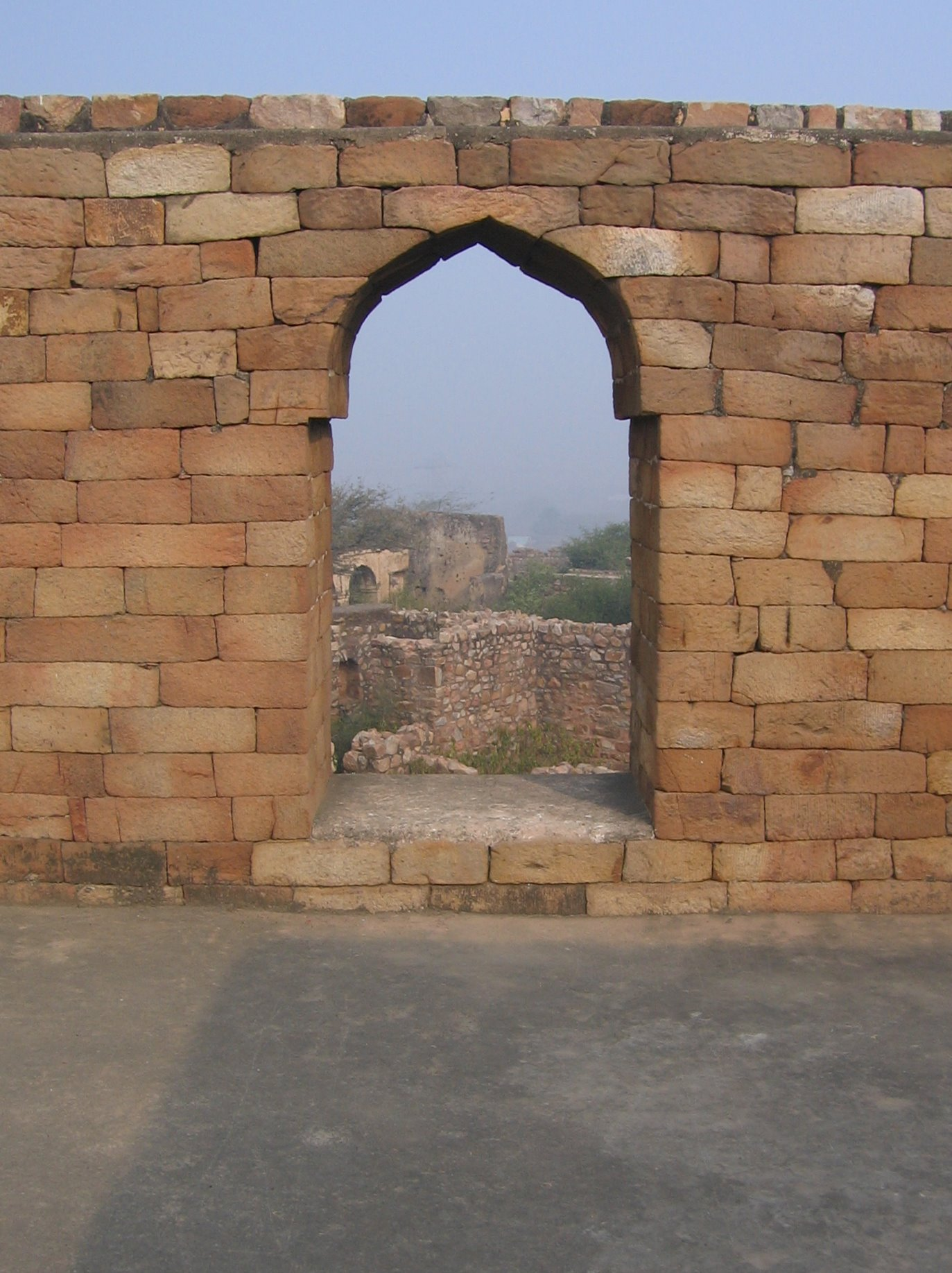
ニューデリー Vasant Kunj の持送りアーチ